# Live from Oz
Live from Oz è un album dal vivo del gruppo musicale statunitense Planet X, pubblicato nel 2002.

## Tracce
1. Ignotus Per Ignotium – 7:46
2. Inside Black – 5:16
3. Dog Boots – 3:55
4. Apocalypse 1470 B.C. – 6:23
5. Sea of Antiquity – 4:20
6. Lost Island – 6:20
7. Derek Sherinian Solo – 2:41
8. Warfinger – 4:36
9. Virgil Donati Solo – 4:00
10. Warfinger (Reprise) – 1:51
11. Tony MacAlpine Solo – 4:14
12. Her Animal – 4:39
13. Europa – 4:19
14. Pods of Trance – 8:12
15. Untitled ("Clonus") – 4:24

## Formazione
- Tony MacAlpine – chitarra
- Derek Sherinian – tastiere
- Virgil Donati – batteria
- Dave LaRue – basso